# Saitō Hajime

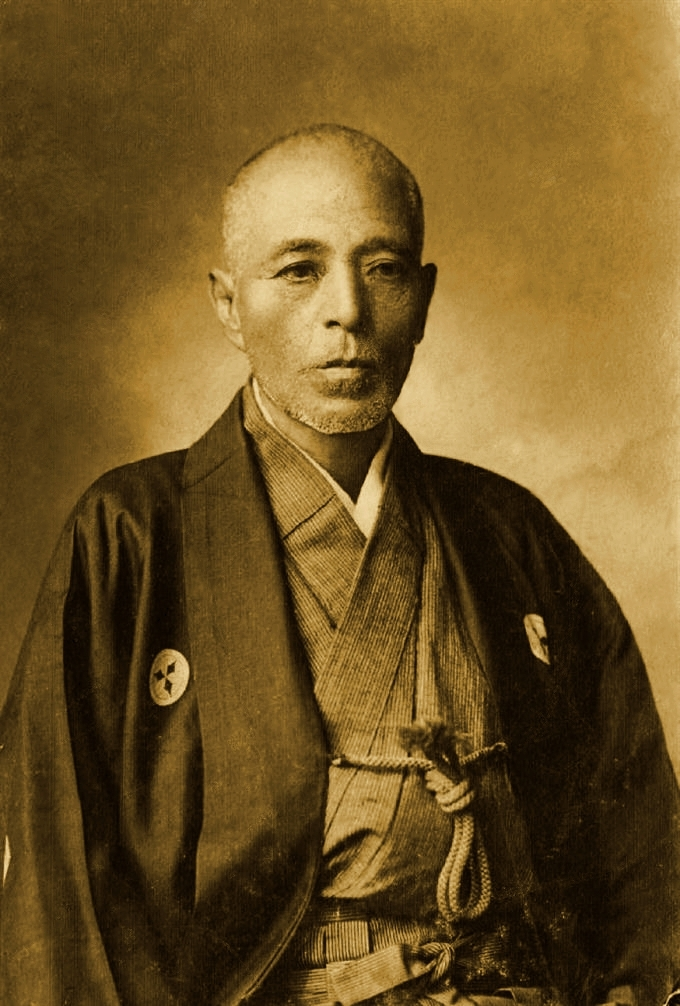
Saito Hajime (Fujita Goro)

Saitō Hajime (斎藤一 (Trai Đằng Nhất) 18 tháng 2 năm 1844 - 28 tháng 8 năm 1915) là đội trưởng đội 3 Shinsengumi, một trong số ít những thành viên của nhóm còn sống sót sau những cuộc chiến cuối thời Mạc Phủ.

## Thời thơ ấu
Saito sinh ở quận Mushashi, thành phố Edo (hiện là thủ đô Tokyo). Có rất ít thông tin về tuổi thơ của ông. Ông được sinh ra với tên khai sinh Yamaguchi Hajime bởi cha là Yamaguchi Yuusuke và mẹ Yamaguchi Masu, có một người anh trai tên Hiroaki và một chị gái tên Katsu (sau này kết hôn với Soma Yoshiaki, một đại phu của gia độc Tokugawa). Cái tên Hajime của ông có nghĩa là "lần đầu tiên", "sự khởi đầu" vì theo âm lịch, Saito sinh ngày 1 tháng 1. Năm Ansei thứ 5 (1858), Saito tiến hành nghi lễ nguyên phục (genpuku: nghi lễ công nhận một người đã trưởng thành). Sau đó bắt đầu học kiếm thuật. Năm 1862, ông rời Edo sau khi ngộ sát một hatamoto (tước vị samurai cấp cao, có quyền hội kiến với Tướng quân, vai trò như một cận vệ của Mạc phủ), tới sống tại Kyoto. Tại đây, Saito trở thành quyền sư phụ ở võ đường Yoshida (do Yoshida Katsumi sáng lập).
Trong thời gian còn ở Edo, Saito đã gặp gỡ và quen biết Kondou cùng những thành viên khác của Thí vệ quán (Shieikan). Tới năm 1863, Saito gặp lại họ và gia nhập vào Shinsengumi (lúc này vẫn còn mang tên Miburoushi), sau đó trở thành đội trưởng đội 3 của nhóm này.

## Thời kỳ tại Shinsengumi
Là một thành viên của Shinsengumi, Saito được coi là một người thâm trầm và bí ẩn; lời mô tả thường được dành cho anh là "không phải một người có thể bắt đầu những cuộc nói chuyện vãn". Vị trí của anh trong đội Shinsengumi ban đầu là Trợ thủ phó cục trưởng (Fukuchou Jokin). Nhiệm vụ của anh còn bao gồm việc dạy kiếm thuật cho các đội viên (cùng với Okita Sōji). Do có mối quan hệ trước đó với phiên Aizu, Saito bị nghi ngờ đóng vai trò nội gián ở Shinsengumi; nhưng đây vẫn là một câu hỏi, bởi khi được chỉ thị đi theo Ito Kashitarō tách khỏi nhóm Shinsengumi năm 1867, Saito đã làm gián điệp cho chính nhóm. Sự việc này đã bị nghi ngờ bởi Abe Juro, người không bao giờ tin rằng Saito là một nội gián mà cho rằng ông trở lại với Shinsengumi chỉ vì đã nhận hối lộ của một số thành viên trong nhóm của Itou và bị phát hiện.
Trở lại Shinsengumi sau cuộc mưu sát Ito, Saito đã góp phần tiêu diệt nhóm Kodaiji năm 1867 với tên Yamaguchi Jirou. Ngoài ra, cũng có thể Saito còn là gián điệp thu thập tin tức tình báo của cả những đối thủ khác. Người ta còn cho rằng Saito có tham gia vào việc trừng phạt những đội viên biến chất trong Shinsengumi và đóng một vai trò quan trọng trong cái chết Takeda Kanryūsai và Tani Mijuro.
Trong cuộc cải tổ cơ cấu năm 1864, anh được bổ nhiệm làm đội trưởng đội 4 (trước sự kiện "quán trọ Ikedaya" và nhóm Shinsengumi còn mang tính chất một lực lượng quân đội). Tới tháng 4 năm 1865, anh được bổ nhiệm lại làm đội trưởng đội 3 (Shinsengumi đã được công nhận là lực lượng cảnh sát bảo vệ Kyoto). Saito được coi là người có khả năng kiếm thuật ngang hàng đội trưởng đội 1 Okita Sōji và đội trưởng đội 2 Nagakura Shinpachi. Thanh kiếm ưa thích của anh là "Sesshuujuu Ikeda Kishin Ikimaru". Chiêu thức mạnh nhất của Saito là đòn chém vào cánh tay của đối phương, có tính sát thương còn mạnh hơn cả chiêu "Tam đoạn thích" của Okita Sōji. Cùng với những người còn lại của Shinsengumi, anh được ban tặng tước hiệu hatamoto năm 1867.
Trong cuộc chiến Boshin (1868-1869), do vết thương của Hijikata Toshizō, Saito trở thành Cục trưởng Shinsengumi ở phiên Aizu vào ngày 26 tháng 5 năm 1868 (lúc này Saito đã đổi tên thành Yamaguchi Jiro). Khi Hijikata quyết định rút quân khỏi Aizu, Saito đã tách khỏi Hijikata và tiếp tục chiến đấu với quân đội Aizu cho tới cuối cuộc chiến. Sự chia cắt này đã được ghi lại trong nhật ký của Taniguchi Shirobe với việc Ootori Keisuke được Hijikata yêu cầu thay thế trở thành Cục trưởng Shinsengumi. Tuy nhiên; sự kiện này không được khẳng định chắc chắn vì không hề có lệnh rút quân khỏi Aizu về Sendai. Saito cùng với 10 đội viên ở lại đã chiến đấu ngoan cường ở Phật Đường, hoàn toàn bị áp đảo về quân số. Ở đó, Saito Hajime (hay Yamaguchi Jirou) đã nghĩ rằng mình sẽ bị giết; nhưng anh đã trở lại phiên Aizu và gia nhập vào Đội Phượng Hoàng. Sau khi lâu đài Aizuwakamatsu thất thủ, Saito bị bắt tới vùng Tây Nam tại phiên Takada, Echigo nơi anh bị giam cầm như một tù nhân chiến tranh. Sự kiện này đã được Ichinose Denpachi ghi lại.

## Sau cuộcMinh Trị duy tân
Lúc này được biết đến với tên Fujita Goro, Saito chuyển tới Tonami, tạm sống cùng Kurasawa Heijiemon, tổng quản (karou) phiên Aizu, một người bạn cũ của ông tại Kyoto. Kurasawa là người tham gia vào cuộc di cư của người phiên Aizu và dựng nên khu cư trú cho các đồng hương tại Tonami (nay là quận Aomori). Ở Tonami, Saito đã gặp Shinoda Yaso, con gái một người lão bộc. Kurasawa đã mai mối cho Saito và Yaso kết hôn ngày 25 tháng 8 năm 1871; cặp vợ chồng này vẫn tiếp tục sống ở nhà Kurasawa. Đó là khoảng thời gian Saito bắt đầu có mối liên hệ với Cục cảnh sát. Saito và Yaso chuyển khỏi nhà Kurasawa ngày 10 tháng 2 năm 1873 và bắt đầu sống trong gia đình Ueda. Ngày 10 tháng 6 năm 1874 ông rời khỏi Tonami chuyển tới Tokyo, Yaso chuyển về nhà Kurasawa và những thông tin cuối cùng về bà được ghi lại vào năm 1876, không ai biết chuyện gì xảy ra sau đó. Saito (lúc này là Fujita Goro) bắt đầu công việc của một cảnh sát ở Sở cảnh sát Thủ đô Tokyo (TMPD). Theo những nghiên cứu gần đây, một hôn lễ đã diễn ra giữa Takagi Tokio, con gái trưởng của Takagi Kojuro, một thanh tra cảnh sát và là một tuỳ tùng của cựu lãnh chúa Aizu, với Fujita Goro vào khoảng mùa thu năm 1874 hoặc mùa xuân năm 1875. Chứng kiến hôn lễ bao gồm những cá nhân lỗi lạc của Aizu như Yamakawa Hiroshi, Sagawa Kambee và Matsudaira Katamori. Họ có 3 đứa con trai, Tsutomu, Tsuyoshi và Tatsuo (người đã đi làm con nuôi cho gia đình Numazawa). Ông đã chiến đấu bên cạnh chính quyền Minh Trị trong cuộc nổi loạn của phe Satsuma do Saigō Takamori cầm đầu, trong vai trò một cảnh sát thay vì một quân nhân.
Trong cuộc đời của mình, Saito không tiết lộ bất cứ điều gì về hoạt động của mình ở Shinsengumi như Nagakura Shinpachi đã làm. Tuy nhiên ông đã giúp đỡ Nagakura Shinpachi và Matsumoto Ryoojun lập nên đài tưởng niệm tôn vinh Kondou và Hijikata. Không có bức ảnh nào chắc chắn thực sự là của ông. Bức phác hoạ được biết đến có thể được dựng nên dựa trên hình dáng con trai ông. Tấm ảnh trong bài viết này được lưu lại trong tài liệu của đơn vị cảnh sát mà ông là thành viên, và qua một quá trình chọn lọc loại trừ, bức ảnh còn lại có lẽ giống với Saito Hajime, với tên gọi Fujita Goro nhất. Bức ảnh được tìm thấy tại Yokohama. Saito bắt đầu làm việc cho TMPD từ năm 1876 và được thắng cấp cho tới khi trở thành Cảnh sát trưởng và nghỉ hưu. Về cuối đời, ông làm bảo vệ cho trường Đại học Ochanomizu.
Saito nghiện rượu nặng. Đó có thể là nguyên nhân cái chết của ông vì ung thư dạ dày ở tuổi 71 năm 1915. Theo những gì kể lại, Saito chết khi đang ngồi nghỉ trong một góc phòng khách ở nhà. Mộ của ông nằm tại đền Amitabha ở Nanokamachi, Aizuwakamatsu-shi, Fukushima.

## Gia đình
Người vợ chính thức của ông tên là Takagi Sada. Con trai cả của ông Tsutomu, đã kết hôn với một cô gái rất tốt tên Nashino Midori, người mà bà Takagi rất yêu mến. Họ có 7 đứa con, Motoko, Minoru/Makoto?, Kyoko, Ritsu, Susumu, Kazuko và Tohru/Tetsu? Sau đó Susumu cưới một cô gái tên Etsuko, trong khi Minoru kết hôn với Natsuko, người có mối liên hệ rất thân thiết với Midori. Họ có hai con, Naoko và Taro. Tsuyoshi kết hôn với Asaba "Yuki" Yukiko và có 4 đứa con với cô. Con trai lớn nhất của họ được đặt tên là Hidaki. Con trai út của họ Tatsuo kết hôn cùng Tazu/Tatsu? Và có một con gái tên Eiko.

## Saito trong văn học

Saitō Hajime, một nhân vật trong Rurouni Kenshin

Saitō trở nên được biết tới nhiều hơn trong các fan anime kể từ khi một số seri anime và manga dùng ông làm nhân vật. Seri Rurouni Kenshin nổi tiếng cho ông đóng vai phản anh hùng, có lúc là một đối thủ đáng gờm của nhân vật chính Himura Kenshin, và cuối cùng trở thành một đồng minh khó chịu. Theo như mô tả trong Rurouni Kenshin, Saitō rất cao, có ánh nhìn thẳng so với các nhân vật khác và có một thái độ lạnh lùng và im lặng, cùng với một vài sự miêu tả cá tính thật của ông ngoài đời. Trong Rurouni Kenshin, Saito có giấy phép đặc biệt để mang kiếm (katana). Chiêu Gatotsu mà ông sử dụng nghe giống với chiêu kiếm mà ông thực sự dùng, nhưng hoàn toàn chỉ là hư cấu, không hoàn toàn chính xác để chiến đấu thật sự. Chiêu đâm bằng tay trái được sử dụng, trong phần lớn các phái kiếm, như một đòn bất ngờ. Nó được tiến hành như là tsuki hay đâm khi đang bước về phía trước, buông tay phải cuối chiêu, để tay trái giữ cuối chuối kiếm. Việc chuyển tay cầm và thêm một bước chân hay là tầm đánh được mở rộng, hoàn toàn thay đổi không gian ra đòn, tuy vậy nó phải được thực hiện đột ngột để đạt hiệu quả cao nhất.
Câu khẩu ngữ Aku Soku Zan (悪即斬, "Ác tức trảm" theo nghĩa đen là "giết kẻ ác ngay lập tức" nhưng dịch mượt hơn là "Cái chết nhanh chóng cho kẻ ác" hay "Tiêu diệt kẻ ác ngay lập tức") cũng chưa được thẩm tra có đúng như trong truyện Rurouni Kenshin không, nhưng phù hợp với Saitō nổi tiếng khi giết những phần tử tha hóa của Shinsengumi.
Trong Peacemaker Kurogane, một manga và anime lịch sử khác kể về câu chuyện của Ichimura Tetsunosuke người tham gia Shinsengumi để báo thù cho cái chết của cha, ông xuất hiện như là đội trưởng đội 3 và khá thoải mái và hơi thần bí (giống một pháp sư), lúc nào cũng luôn buồn ngủ.
Ông cũng xuất hiện trong Kaze Hikaru, trong đó ông được miêu tả là một nhân vật nghiêm túc và trầm tính, là bạn với người anh trai của nhân vật chính (và ông cũng rất giống người anh này).
Saito là nhân vật chính trong manga Burai, một câu chuyện hư cấu về Shinsengumi vào cuối thời Mạc phủ Tokugawa.
Trong bộ phim Nhật sản xuất năm 2003 When the Last Sword Is Drawn (Mibu gishi den), Koichi Sato đóng vai Saito. Lúc đầu, Sato miêu tả Saitō là một đội trưởng lạnh lùng, nham hiểm và tàn nhẫn của Shinsengumi. Tuy nhiên, Saitō thay đổi nhờ sợ tác động của Kanichiro Yoshimura (do Kiichi Nakai đóng) trong những năm cuối của Shinsengumi.
Một seri khá giống Kenshin tên là Keiichiro Washizuka được mô tả trong seri game The Last Blade. Một lần nữa, ông được mô tả là một người lạnh lùng và trầm lặng, cùng với lòng trung thành đáng sợ với Shinsengumi. Sự mô tả này khá phù hợp với Saito xuất hiện trong Trust and Betrayal OVA của Rurouni Kenshin, và chiến đấu với hàng loạt các chiêu đâm và trượt giống như Gatotsu.
Saito cũng được thể hiện trong manga Getsumei Seiki, trong các video game Bakumatsu Renka Shinsengumi và Code of the Samurai.